# Сонгванса

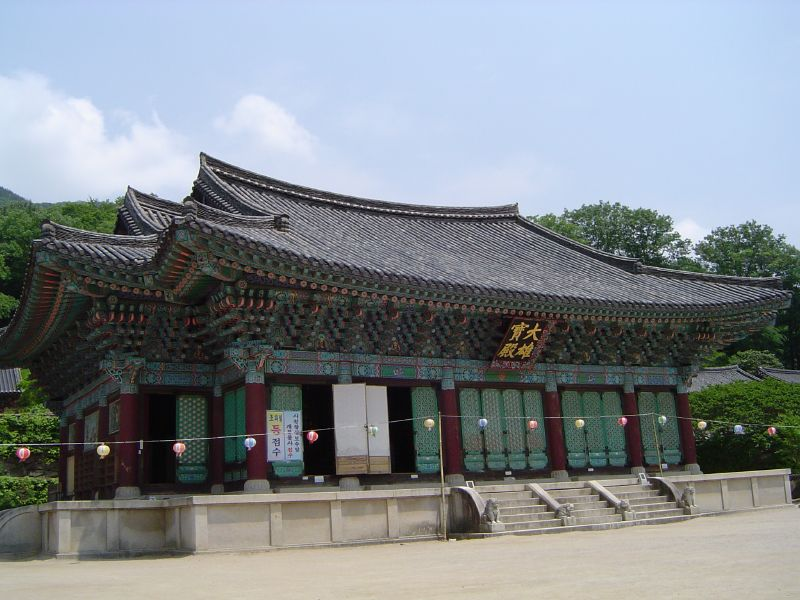
Сонгванса

Сонгванса (кор. 송광사: «храм развесистых сосен») — буддийский храм в Южной Корее (провинция Чолла-Намдо). Построен в 867 году, в 1190 году его перестроил мастер Чинуль.  
На территории храма располагаются три павильона: Тэунбочжон, Чичжанчжон (там находится статуя Будды) и Сынбочжон («Павильон сангхи»). Одной из достопримечательностей храма является большая деревянная чаша для риса. Также возле храма растут два древних можжевельника. 